# Банну (округ)
Банну (урду ضلع بنوں‎, англ. Bannu District) — один из 24 округов пакистанской провинции Хайбер-Пахтунхва.

## Географическое положение
Банну граничит с округами Северный Вазиристан на севере, с Южным Вазиристаном на западе, Карак на востоке и с Лакки-Марват на юге.

## История
Современный округ Банну изначально был техсилом в Британской Индии. Столица Банну была перевалочной базой для войск Британской империи, военная дорога пролегала до Дера-Исмаил-Хана. После британской аннексии Пенджаба, включая части Северо-Западной пограничной провинции, округом управлял Герберт Эдвардс.

## Демография
Религиозный состав населения: мусульмане 99,5 %, ахмадие 0,3 %, христиане 0,19% и 0,03 % индусы. Большинство населения говорит на языке пушту 98,3 % (в основном диалекты банну и вазирвола), на урду и панджаби говорят 1,03 % населения. Уровень грамотности составляет 32,11 %. Доля экономически активного населения составляет 18,97 % от общей численности населения. В 1901 году в округе проживало 231 485 человек, из которых большинство были мусульманами.